# FDTD法
FDTD法（Finite-difference time-domain method; FDTD method）は、数値計算の手法の1つ。日本語訳として「時間領域差分法」「有限差分時間領域法」などの呼び方もあるが、もっぱらFDTD法と呼ばれる。

## 電磁気学における定式化

### Yeeアルゴリズム
マクスウェルの方程式を直接、空間・時間領域での差分方程式に展開して逐次計算をすることで、電場・磁場の値を数値的に得る。ここで言うマクスウェルの方程式とは
{\displaystyle \nabla \times \mathbf {E} =-{\frac {\partial \mathbf {B} }{\partial t}}}・・・(1)
{\displaystyle \nabla \times \mathbf {H} ={\frac {\partial \mathbf {D} }{\partial t}}+\mathbf {J} }・・・(2)
の2式である（ファラデーの電磁誘導の法則とアンペールの法則）。ここに電束密度と電場、磁束密度と磁場の間の関係式

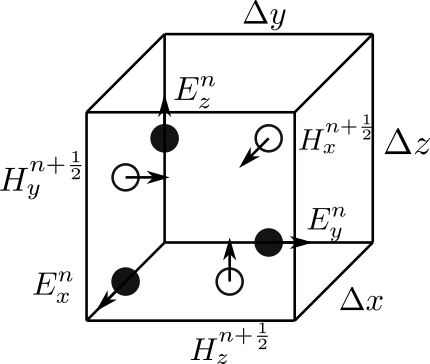
FDTD法による電磁界解析を行う際に導入されるYeeセル

{\displaystyle \mathbf {D} =\varepsilon \mathbf {E} }・・・(3)
{\displaystyle \mathbf {B} =\mu \mathbf {H} }・・・(4)
と、オームの法則
{\displaystyle \mathbf {J} =\sigma \mathbf {E} }・・・(5)
を用いると式(1)、(2)は
{\displaystyle \nabla \times \mathbf {E} =-\mu {\frac {\partial \mathbf {H} }{\partial t}}}・・・(6)
{\displaystyle \nabla \times \mathbf {H} =\varepsilon {\frac {\partial \mathbf {E} }{\partial t}}+\sigma \mathbf {E} }・・・(7)
となる。これをYee格子
を用いて差分化する。

### 吸収境界条件
FDTD法を用いて開放領域の電磁場解析をする際、計算領域境界に到達した電磁波の反射を抑えるために境界あるいは境界付近に導入される条件
- 吸収境界で反射がないという近似的な微分方程式から導かれたもの（例：Murの吸収境界条件）
- 境界に仮想的な媒質を置いて入射波を減衰させようという発想から生まれたもの（例：BerengerのPML吸収境界条件）

の2種類がある。